# Charles Joseph Clauwetz de Briant
Graaf Charles Joseph Clauwetz de Briant (Oostenrijkse Nederlanden, 1750 – Wenen, 14 december 1818) was een officier in het leger van de Oostenrijkse Nederlanden, later generaal.

## Levensloop
Briant werd geboren op de niet nader bekende plaats Nolet in de Oostenrijkse Nederlanden. In zijn familie waren er ambtenaren bij het Oostenrijks bestuur in Brussel. Achttien jaar oud begon Briant zijn carrière in het leger van de Oostenrijkse Nederlanden, met de graad van luitenant. Na gevochten te hebben in de Beierse successieoorlog (1778-1779), werd hij bevorderd tot kapitein.
In 1790 vielen de Fransen de Oostenrijkse Nederlanden binnen. Briant vocht in Falmignoul, graafschap Namen, en in Asse, hertogdom Brabant. Hij werd bevorderd tot majoor. Bij de Franse veldtocht in de Nederlanden (1792-1795) vocht Briant opnieuw tegen de Fransen. Voor de overwinning in Neerwinden (1793) behaald werd, kon Briant met zijn regiment Roermond verdedigen, en alzo Oostenrijks-Gelre handhaven. Hij leverde de stad Roermond niet over aan de Fransen. Hij vocht nog meer tijdens de Eerste Coalitieoorlog in de Zuidelijke Nederlanden en elders, zoals de Oostenrijkse bezetting van Frankfurt (circa 1797). In 1800 werd hij bevorderd tot kolonel en in 1805 tot generaal. Briant werd generaal op rust in februari 1806 en verbleef verder in Wenen.